# Simone Muratore
Simone Muratore (Cuneo, 30 de mayo de 1998) es un futbolista italiano que juega en la demarcación de centrocampista.

## Biografía
Empezó a formarse como futbolista en las filas inferiores del ACSD Saluzzo y de la Juventus de Turín hasta que finalmente en 2019 subió al primer equipo. Hizo su debut como futbolista el 11 de diciembre de 2019 en un encuentro de la UEFA Champions League contra el Bayer Leverkusen, donde sustituyó a Juan Cuadrado en el minuto 93.
El 29 de junio de 2020 el conjunto turinés anunció su venta al Atalanta B. C. a cambio de 7 millones de euros, haciéndose efectivo el traspaso una vez finalizaran todas las competiciones de la temporada 2019-20. El 3 de septiembre fue cedido a la A. C. Reggiana 1919 una temporada. Un año después volvió a salir cedido, en esta ocasión al C. D. Tondela.

## Clubes
| Club                         | País     | Año       | Partidos | Goles |
| ---------------------------- | -------- | --------- | -------- | ----- |
| Juventus de Turín B          | Italia   | 2018-2020 | 49       | 3     |
| Juventus de Turín            | Italia   | 2019-2020 | 5        | 0     |
| Atalanta                     | Italia   | 2020-2023 |          |       |
| A. C. Reggiana 1919 (cedido) | Italia   | 2020-2021 | 25       | 2     |
| C. D. Tondela (cedido)       | Portugal | 2021-2022 | 3        | 0     |

## Palmarés

### Títulos nacionales
| Título  | Club           | País   | Año  |
| ------- | -------------- | ------ | ---- |
| Serie A | Juventus F. C. | Italia | 2020 |